# Большая Лебяжья
Больша́я Лебя́жья — река в Эвенкийском и Туруханском районах Красноярского края России, левый приток Подкаменной Тунгуски. Длина реки — 142 км. Площадь водосборного бассейна — 2240 км².
Река берёт начало в северной части Енисейского кряжа, к северу от верхнего течения реки Вороговки, на высоте более 340 м над уровнем моря. От истока преимущественно течёт на северо-запад по холмистой местности с преобладанием ели, лиственницы, берёзы и осины. В низовьях направление меняется на северное и северо-восточное. От впадения ручья Ветвистого и до устья обраазует административную границу между Эвенкийским и Туруханским районами Красноярского края. Впадает в Подкаменную Тунгуску по левому берегу на отметке менее 31 м над уровнем моря, ниже впадения Большой Чёрной, в 51 км от устья Подкаменной Тунгуски. Ширина перед устьем составляет 70 м при глубине 1,1 м. 

## Основные притоки
Указаны поименованные притоки длиной 30 км и более
| Название       | Расстояние от устья | Длина | Положение |
| -------------- | ------------------- | ----- | --------- |
| Барочка        | 12                  | 34    | правый    |
| Малая Лебяжья  | 35                  | 47    | левый     |
| Правая Лебяжья | 57                  | 55    | правый    |

## Данные водного реестра
По данным государственного водного реестра России и геоинформационной системы водохозяйственного районирования территории РФ, подготовленной Федеральным агентством водных ресурсов:
- Бассейновый округ — Енисейский
- Речной бассейн — Енисей
- Речной подбассейн — Подкаменная Тунгуска
- Водохозяйственный участок — Подкаменная Тунгуска от впадения Чуни до устья
- Код водного объекта — 17010500312116100053319